# America West Airlines
America West Airlines (наразі — US Airways) — колишня американська авіакомпанія зі штаб-квартирою в Темпі, що в штаті Аризона. Авіакомпанія стала частиною групи US Airways після злиття з нею у 2005 році.
Станом на березень 2005 року авіакомпанія мала флот з 140 літаків, з єдиною базою технічного обслуговування в аеропорту Sky Harbor у Фініксі.
Починаючи з січня 2006 року всі рейси America West Airlines почали обслуговуватись під брендом US Airways.